# Літтлтон (Західна Вірджинія)
Літтлтон (англ. Littleton) — переписна місцевість (CDP) в США, в окрузі Ветзел штату Західна Вірджинія. Населення — 103 особи (2020).

## Географія
Літтлтон розташований за координатами 39°42′20″ пн. ш. 80°30′57″ зх. д. / 39.70556° пн. ш. 80.51583° зх. д. (39.705481, -80.515890).  За даними Бюро перепису населення США в 2010 році переписна місцевість мала площу 1,74 км², з яких 1,70 км² — суходіл та 0,04 км² — водойми.

## Демографія
Згідно з переписом 2010 року, у переписній місцевості мешкало 198 осіб у 73 домогосподарствах у складі 49 родин. Густота населення становила 114 особи/км².  Було 101 помешкання (58/км²).
Расовий склад населення:
| - 100,0 % — білих |

До двох чи більше рас належало 0,0 %. Частка іспаномовних становила 1,5 % від усіх жителів.
За віковим діапазоном населення розподілялося таким чином: 29,8 % — особи молодші 18 років, 61,1 % — особи у віці 18—64 років, 9,1 % — особи у віці 65 років та старші. Медіана віку мешканця становила 36,0 року. На 100 осіб жіночої статі у переписній місцевості припадало 102,0 чоловіків;  на 100 жінок у віці від 18 років та старших — 90,4 чоловіків також старших 18 років.
За межею бідності перебувало 77,2 % осіб, у тому числі 88,7 % дітей у віці до 18 років та 100,0 % осіб у віці 65 років та старших.
Цивільне працевлаштоване населення становило 13 особи. Основні галузі зайнятості: транспорт — 100,0 %.